# Niggliformule
De niggliformule, nigglinotatie of de nigglischrijfwijze is in de kristallografie een manier om de chemische samenstelling en kristalstructuur van een kristal te beschrijven. Deze formule werd ontwikkeld en is genoemd naar de Zwitserse kristallograaf Paul Niggli (1888−1953). Niggliformules beschrijven een kristal als een oneindige herhaling van aan elkaar zittende structuurelementen. De coördinatiegetallen van de verschillende soorten atomen worden als breuken weergegeven. Door optelling van al deze breuken kan uit een niggliformule (als alle aanwezige atomen in de formule staan) de molecuulformule worden afgeleid.

## Opbouw

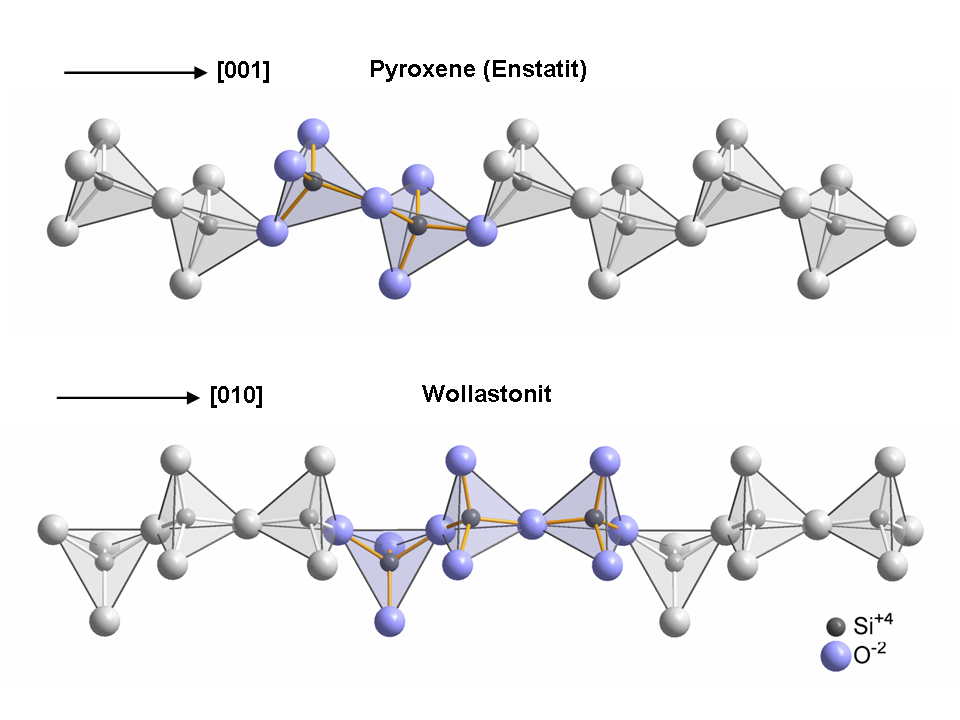
Voorbeelden van inosilicaten, waarin voor silicaat-ionen geldt dat n = 1. Boven: enstatiet; onder: wollastoniet.

Een volledige niggliformule met twee typen atomen (A en B) heeft de volgende vorm:
{\displaystyle \mathrm {{}_{\infty }^{n}\lbrace [AB{}_{x/y}^{v}]^{m}\rbrace \!\,} }
De accolades geven het begin en einde van de beschrijving van een herhalend structuurelement aan. Het kristal is opgebouwd uit quasi oneindige herhalingen van dit structuurelement. Het bovenstaande getal voor de accolades (n) geeft de mate aan hoe vaak dit structuurelement aan herhalingen verbonden is. Daaronder staat een lemniscaat (een liggende acht, symbool voor oneindigheid) om aan te geven dat de herhalingen quasi-oneindig doorgaan.
- Als n = 0 is het tussen accolades staande element geïsoleerd van zijn herhalingen. Een voorbeeld zijn de losliggende silicaat-tetraëders (SiO4) in neso- of eilandsilicaten.
- Als n = 1 zijn de tussen accolades beschreven elementen slechts met één atoom met elkaar verbonden. Voorbeelden zijn de inosilicaten (pyroxenen) waarin silicaat-tetraëders aan de hoeken met elkaar verbonden zijn tot langgerekte ketens, eendimensionale structuren.
- Als n = 2 zijn de elementen in tweedimensionale structuren met elkaar verbonden. Daarvoor moet een element op drie plekken aan andere vast zitten. Voorbeelden zijn de silicaat-tetraëders in fylosilicaten zoals mica's.
- Als n = 3 zijn de elementen in driedimensionale structuren met elkaar verbonden, wat pas mogelijk wordt als ze ten minste op vier plekken met elkaar verbonden zijn. Voorbeelden zijn tectosilicaten zoals kwarts, waarbij alle zuurstofatomen verbonden zijn met twee siliciumatomen.

Binnen de accolades staat een gedeelte tussen rechte haken, waarboven optioneel een getal (m) kan staan. Dit geeft de lading van het beschreven structuurelement aan. Het eerstgenoemde atoom (A) bevindt zich in het centrum van de beschreven coördinatiepolyeder. De getallen x/y geven de coördinatiegetallen van de atomen aan: A heeft x verbindingen met B en B heeft y verbindingen met A. In het geval er een derde soort atoom aanwezig is (C) wordt bij dit atoom de coördinatie getallen met A genoemd. A is het referentiepunt in de nigglinotatie.
De bovenstaande letter achter atoom B (v) is optioneel en geeft aan wat voor soort verbinding de verbinding tussen A en B is.
- Als v = t ("terminaal") is atoom B met maar een atoom van type A verbonden (dat in het midden van de coördinatiepolyeder);
- Als v = e (van "Ecke" - Duits voor "hoekpunt") is B met twee atomen van type A verbonden; de coördinatiepolyeders van A zijn met de hoekpunten aan elkaar zitten.
- Als v = k (van "Kante" - Duits voor "ribbe") zijn twee atomen van type B met twee atomen van type A verbonden, zodat de coördinatiepolyeders van A met de ribben aan elkaar zitten.
- Als v = f (van "Flache" - Duits voor "vlak") zijn minstens drie atomen van B met twee atomen van A verbonden, zodat de coördinatiepolyeders van A gemeenschappelijke zijvlakken delen.

Aan een niggliformule kan normaal gesproken niet de kristalstructuur van het kristal direct afgelezen worden. Een zesvoudig gecoördineerd atoom kan bijvoorbeeld zowel door een octaëder als door een trigonaal prisma omgeven zijn.
Vaak worden niggliformules veel korter opgeschreven, waarbij verschillende delen weggelaten worden. In de kortste vorm worden de accolades, de letter om het soort verbinding te beschrijven (v) en de lading (m) weggelaten. Het aantal verbindingen van atoom B (y) kan daarnaast weggelaten worden als y = 1. De kortste vorm van de niggliformule is:
{\displaystyle \mathrm {{}_{\infty }^{n}[AB_{x}]\!\,} }